# Иван Караиванов
Иван Караиванов (буг. Иван Караиванов; Пирдоп, октобар 1889 — Београд, 27. март 1960) био је бугарски и југословенски комуниста, активист међународног радничког покрета и јунак социјалистичког рада.

## Биографија
Рођен је октобра 1889. у Пирдопу, у западној Бугарској. У Софији је завршио Филозофски факултет.
Године 1918. постао је члан Комунистичке партије Бугарске. Године 1923. учествовао је у неуспелом Септембарском устанку, током кога је био члан Револуцинарсног комитета и блиски сарадник Георги Димитрова и Васила Коларова. После пропасти устанка, по одлуци Централног комитета КПБ, емигрирао је у Беч, где је заједно са Димитровим и Коларевим издавао илегални лист Работнически весник. Године 1926, отишао је у Совјетски Савез.
Током боравка у Совјетском Савезу, до 1929. године радио је у Институту „Маркс и Енгелс“, а потом на Комунистичком универзитету радника истока. По задатку Коминтерне, отишао је 1929. у Кину. Године 1934. вратио се у Москву, где је до 1944. радио у Извршном комитету Коминтерне. Године 1944. након ослобођења Бугарске, вратио се у земљу. Маја 1945, због несугласица с неким руководиоцима Бугарске комунистичке партије, прелази у Југославију.
Настањује се у Југославији, где је добио и држављанство. Био је посланик Савезне народне скупштине ФНРЈ, а на Шестом и Седмом конгресу СКЈ биран је за члана Централног комитета Комунистичке партије Југославије. Био је уредник листа Глас Бугара.
Преминуо је 27. марта 1960. у Београду и сахрањен је у Алеји народних хероја на Новом гробљу.
Одликован је Орденом јунака социјалистичког рада, 1959. године и другим страним и југословенским одликовањима.